# Bela (Dravinja)
Béla je desni pritok Dravinje iz gričevja zahodno od Boča. Potok se začenja v ozki dolini na jugovzhodni strani Nunske gore (546 m) in teče bolj ali manj proti vzhodu po ozki in večinoma gozdnati dolini (Lovniški graben). V vasi Lovnik se obrne proti severovzhodu in vstopi v sotesko, ki jo je vrezal v apnenčasto-dolomitni masiv Boča. Nad Zgornjimi Poljčanami izstopi iz soteske v širšo dolino ob Dravinji in se nekoliko pod naseljem izlije vanjo.
Z geološkega vidika je porečje Bele sestavljeno iz dveh povsem različnih delov. Zgornji del je zgrajen iz manj odpornih terciarnih kamnin, v spodnjih legah večinoma oligocenski pesek, peščenjak in lapor, nad njimi pa mlajši spodnjemiocenski pesek in peščenjak. V njih je nastalo razmeroma blago razčlenjeno gričevje, sestavljeno iz širokih hrbtov in vmesnih dolin. V spodnjem toku se Bela zaje v starejši, karbonatni masiv Boča, ki se kot otok višjega gozdnega sveta dviga nad nižjo okolico iz mlajših kamnin, in ga v celoti preseka z izrazito sotesko. Ta je večinoma izdelana v zgornjetriasnem dolomitu, ki je erozijsko odpornejši od mlajših kamnin v zgornjem toku, zato na njem prevladujejo strma in skoraj v celoti gozdnata pobočja, v sotesko pa se z obeh strani steka nekaj ozkih in strmih grap. Pod sotesko je Bela svoje naplavine odložila v položnem vršaju, na katerem stojijo Zgornje Poljčane in je z njim potisnila Dravinjo povsem na severno stran doline.
Dno doline je večinoma ozko, nekaj naplavne ravnice je le pri Lovniku. V soteski ni veliko prostora, zato je do danes ostala neposeljena. Svet se odpre šele po izstopu iz soteske nad Zgornjimi Poljčanami in tam segajo stanovanjske in druge stavbe prav do struge potoka.
Bela teče večinoma po dobro ohranjeni naravni strugi, tako v zgornjem toku kot skozi sotesko. V krajši ozek kanal je spremenjena v Lovniku in skozi Zgornje Poljčane ter nato vse do izliva v Dravinjo. Tu in v soteski je v preteklosti delovalo nekaj kmečkih mlinov, od katerih ni ostalo skoraj nobenih sledu. Po dolini poteka regionalna cesta Poljčane–Podplat.
V soteski so že v preteklosti lomili kamen, o čemer pričajo številni majhni opuščeni kamnolomi, zdaj sta tam dva velika kamnoloma podjetja TRIK Kamenine, v katerih pridobivajo gradbeni kamen za betoniranje ter gradnjo cest in nasipov.
Soteska Bele je zahodna meja varovanega območja Natura 2000 (Boč–Haloze–Donačka gora) in krajinskega parka Boč–Donačka gora.